# Patrick van Leeuwen
Patrick van Leeuwen (Zoetermeer, 8 augustus 1969) is een Nederlands voetbalcoach en voormalig voetballer.

## Loopbaan
Als middenvelder kwam Van Leeuwen uit voor Sparta Rotterdam en Helmond Sport. Nadat hij vanwege blessures moest stoppen, ging hij in de jeugdopleiding van Feyenoord werken. Via Henk van Stee kwam hij in de jeugdopleiding van FK Sjachtar Donetsk. Van Leeuwen fungeerde anderhalf jaar als technisch directeur van het Kazachse Kairat Almaty. Begin 2006 werd hij door Jordi Cruijff naar Maccabi Tel Aviv gehaald als hoofd jeugdopleidingen. In juli en augustus 2020 was hij kort interim hoofdtrainer. Ook in december 2020 werd Van Leeuwen interim hoofdtrainer. Na het seizoen 2020/21 werd hij aangesteld als nieuwe hoofdtrainer van Maccabi Tel Aviv. Hiermee behaalde hij goede resultaten in de UEFA Conference League maar in de competitie bleven de resultaten achter. Op 26 oktober 2021 werd Van Leeuwen ontslagen. Eind juni 2022 tekende Van Leeuwen een driejarig contract als hoofdtrainer bij het Oekraïense Zorja Loehansk. In juli 2023 vertrok hij na een jaar om terug te keren bij Sjachtar Donetsk, ditmaal als hoofdtrainer. Hij tekende hier voor twee jaar. Op 16 oktober 2023 werd hij vanwege tegenvallende prestaties ontslagen.

## Erelijst (trainer)
Maccabi Tel Aviv
Israëlische voetbalbeker: 2020/21
Israëlische supercup: 2020